# سیاست فضایی
سیاست فضایی یک فرایند تصمیم‌گیری سیاسی و استفاده از سیاست‌های عمومی کشور (یا مجموعه‌ای از کشورها) در مورد پرواز و استفاده از فضای بیرونی زمین، هم برای اهداف غیرنظامی (علمی و تجاری) و هم برای اهداف نظامی است. پیمان‌های بین‌المللی، مانند پیمان فضای بیرونی امضاشده در سال ۱۳۴۶ خورشیدی، تلاش می‌کنند تا حداکثر استفاده‌های مسالمت‌آمیز از فضا را به حداکثر برسانند و نظامی‌سازی فضا را محدود کنند.
سیاست فضایی با سیاست علمی در هم تنیده‌است، زیرا برنامه‌های ملی فضایی اغلب در علوم فضایی و همچنین در زمینه سیاست دفاع برای برنامه‌هایی مانند ساخت و توسعه ماهواره‌های جاسوسی و جنگ‌افزارهای ضدماهواره سرمایه‌گذاری می‌کنند. این سیاست همچنین شامل مقررات دولتی فعالیت‌های شخص ثالث مانند ماهواره‌های ارتباطاتی تجاری و پروازهای خصوصی است.
سیاست فضایی همچنین شامل ایجاد و استفاده از قانون فضا و باعث پیدایش سازمان‌های حمایت از فضای بیرونی می‌شوند تا آن‌ها از دلیل اکتشافات فضایی حمایت کنند.

## قانون فضا
قانون فضا حوزه‌ای از قانون است که شامل قوانین ملی و بین‌المللی حاکم بر فعالیت‌ها در فضا است. در حال حاضر پنج پیمان وجود دارد که بدنه حقوق بین‌الملل فضایی را تشکیل می‌دهد.

## خط‌مشی فضایی براساس کشور

### اتحاد جماهیر شوروی
اتحاد جماهیر شوروی با راه‌اندازی اسپوتنیک-۱ اولین ماهواره خود، در تاریخ ۱۲ مهر ۱۳۳۶ خورشیدی به اولین کشور باشگاه فضایی تبدیل شد.